# Franchevelle
Franchevelle ist eine französische Gemeinde im Département Haute-Saône in der Region Bourgogne-Franche-Comté. Sie gehört zum Arrondissement Lure und zum Gemeindeverband Triangle Vert.

## Geographie
Die Gemeinde Franchevelle liegt auf einer Höhe von 294 m über dem Meeresspiegel, sieben Kilometer nordnordwestlich von Lure und etwa 26 Kilometer nordöstlich der Stadt Vesoul (Luftlinie). Das Dorf erstreckt sich im östlichen Teil des Departements, am südlichen Rand der Ebene von Luxeuil, an der Lanterne, am Nordrand des Bois de Franches Communes.
Die Fläche des 10,42 km² großen Gemeindegebiets umfasst einen Abschnitt der Ebene von Luxeuil. Der Hauptteil des Gebietes wird von dieser Alluvialebene eingenommen, die durchschnittlich auf 290 m liegt. Wichtigstes Fließgewässer ist die Lanterne, die das Gebiet von Osten nach Westen durchquert und für die Entwässerung zur Saône sorgt. Landwirtschaftliche Nutzung herrscht in dieser Ebene vor.
Nach Norden reicht das Gebiet über die Ebene und die Niederung des Lambier bis an den Rand des Grand Bois. Es gibt hier zahlreiche Weiher, von denen die meisten aufgestaut wurden und der Fischzucht dienen, darunter der Étang de la Maisonnette. Südlich des Dorfes steigt das Gelände leicht an zum Plateau des ausgedehnten Forstgebietes Bois des Franches Communes. Mit 350 m wird in diesem Wald auf dem Rücken der Monts Reveaux die höchste Erhebung von Franchevelle erreicht.
Zu Franchevelle gehören neben dem eigentlichen Ort folgende Siedlungen:
- La Boiche (303 m) in der Ebene nördlich von Franchevelle
- Bois-Derrière (305 m) in der Niederung des Lambier südlich des Grand Bois

Nachbargemeinden von Franchevelle sind Citers und Rignovelle im Norden, Linexert und Saint-Germain im Osten, Lure im Süden sowie Quers im Westen.

## Geschichte
Überreste eines römischen Verkehrsweges weisen auf eine frühe Begehung und möglicherweise auch Besiedlung des Gebietes hin. Im Jahr 1173 gründeten die Hospitaliter ein Hospital. Erstmals urkundlich erwähnt wird Franchevelle jedoch erst 1278 unter dem Namen La Franchevile. Aus späterer Zeit sind die Schreibweisen La Franchvile und Fransche Vile (1308) überliefert. Im Mittelalter gehörte Franchevelle zur Freigrafschaft Burgund und darin zum Gebiet des Bailliage d’Amont. Zusammen mit der Franche-Comté gelangte das Dorf mit dem Frieden von Nimwegen 1678 definitiv an Frankreich. Während des Zweiten Weltkrieges wurde 1944 ein Teil des Ortes von deutschen Truppen in Brand gesteckt. Heute ist Franchevelle Mitglied des Gemeindeverbandes Triangle Vert.

## Bevölkerung
| Jahr                       | 1962 | 1968 | 1975 | 1982 | 1990 | 1999 | 2006 | 2014 | 2022 |
| Einwohner                  | 266  | 264  | 242  | 233  | 296  | 310  | 348  | 414  | 486  |
| Quellen: Cassini und INSEE |      |      |      |      |      |      |      |      |      |

Mit 486 Einwohnern (1. Januar 2022) gehört Franchevelle zu den kleinen Gemeinden des Départements Haute-Saône. Nachdem die Einwohnerzahl in der ersten Hälfte des 20. Jahrhunderts deutlich abgenommen hatte (1881 wurden noch 554 Personen gezählt), wurde seit Beginn der 1980er Jahre wieder ein kontinuierliches Bevölkerungswachstum verzeichnet.

## Sehenswürdigkeiten
- Die Kirche Saint-Vaudre in Franchevelle wurde im 19. Jahrhundert neu erbaut. Zur Ausstattung gehören die Kanzel und Altäre aus dem 18. Jahrhundert, eine Christusstatue und eine Statue des Heiligen Vaudre aus dem 17. Jahrhundert.
- Vom Fort de Vougne und dem ehemaligen Herrschaftssitz sind nur noch wenige Überreste erhalten. Weitere Sehenswürdigkeiten sind ein Kreuz im Renaissancestil beim ehemaligen Schloss und ein rund 1000 Jahre altes Kreuz im Grand Bois.

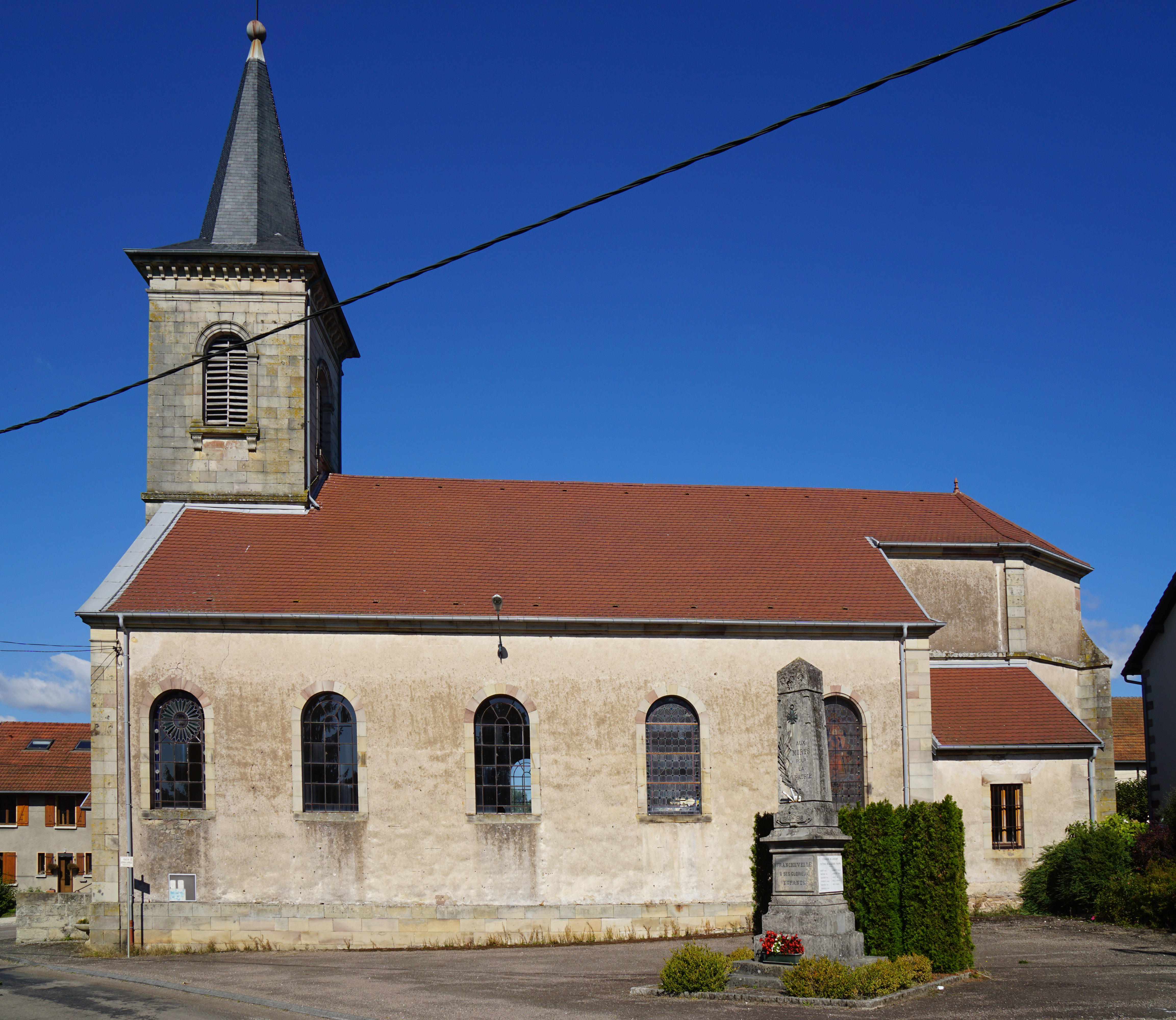
Kirche Saint-Vaudre
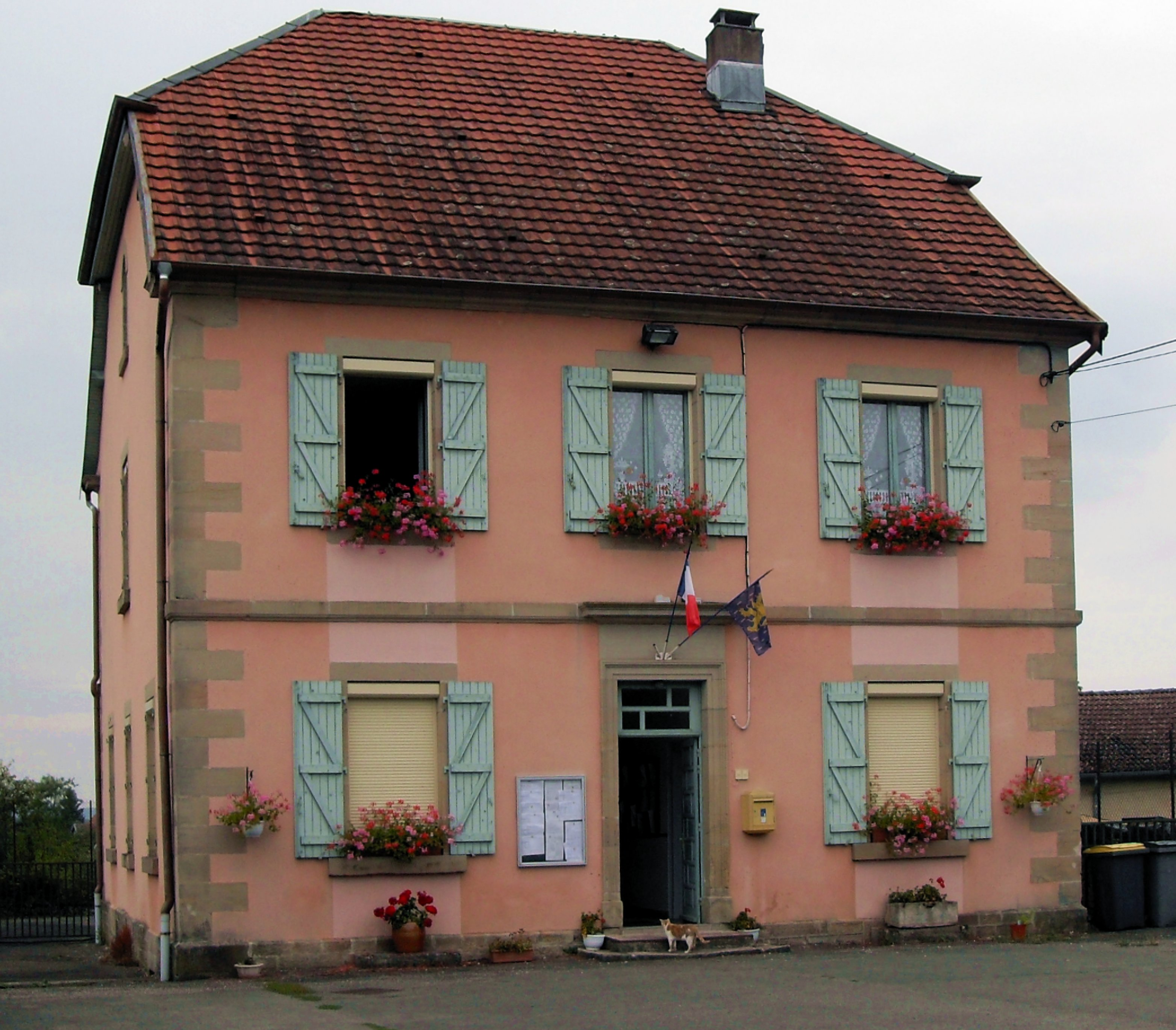
Ehemaliges Rathaus (bis 2020)
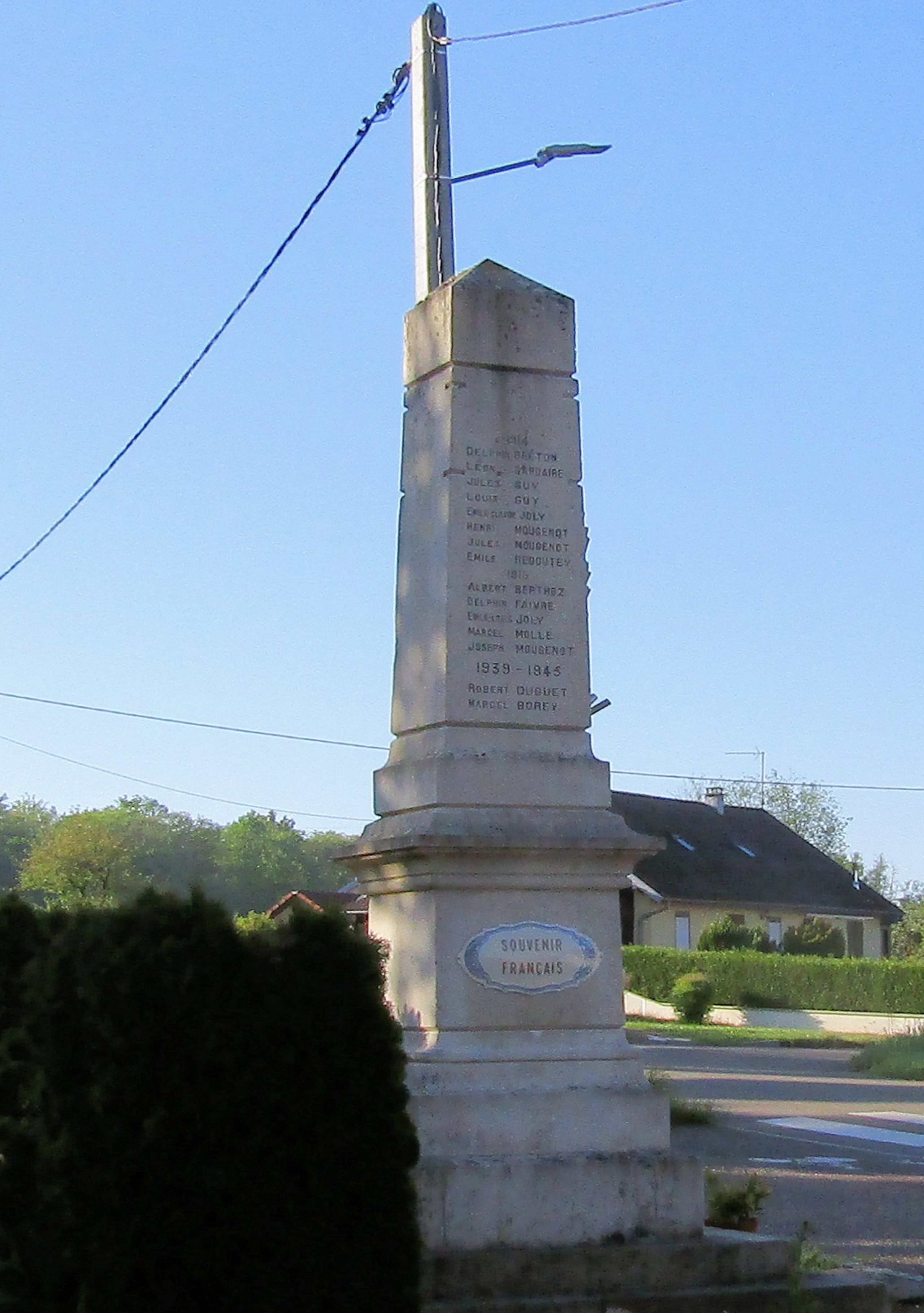
Gefallenendenkmal

## Wirtschaft und Infrastruktur
Franchevelle war bis weit ins 20. Jahrhundert hinein ein vorwiegend durch die Landwirtschaft (Ackerbau, Obstbau und Viehzucht), die Forstwirtschaft und die Fischzucht geprägtes Dorf. Heute ist der Anbau von Heidelbeeren von Bedeutung. Daneben gibt es einige Betriebe des lokalen Kleingewerbes. In den letzten Jahrzehnten hat sich das Dorf zu einer Wohngemeinde gewandelt. Viele Erwerbstätige sind deshalb Wegpendler, die in den größeren Ortschaften der Umgebung ihrer Arbeit nachgehen.
Die Ortschaft ist verkehrstechnisch gut erschlossen. Sie liegt nahe der Hauptstraße D64, die von Lure nach Luxeuil-les-Bains führt und in diesem Abschnitt vierspurig ausgebaut ist. Weitere Straßenverbindungen bestehen mit Quers, Lure, Linexert und Rignovelle.